# 膽色素

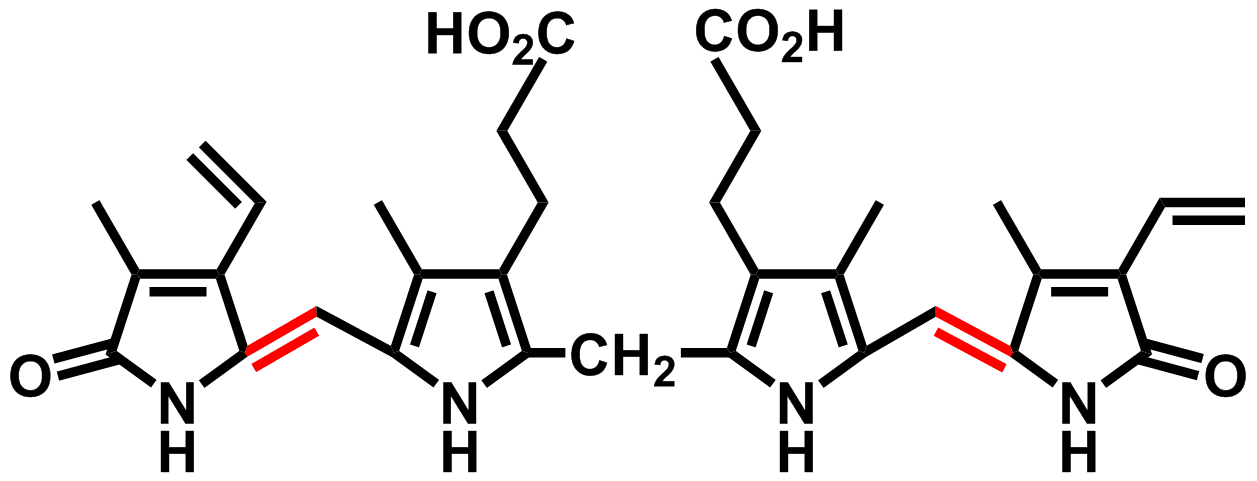
胆红素，血红素的降解产物，带有黄色

膽色素（英語：或）是一类直链四吡咯生物色素，包括植物膽色素藻胆素，以及动物源的胆红素等。